# 7364 Otonkučera
(7364) Otonkučera, denumire internațională (7364) Otonkucera, este un asteroid din centura principală de asteroizi.

## Descriere
7364 Otonkučera este un asteroid din centura principală de asteroizi. A fost descoperit pe 22 mai 1996 la Visnjan de Korado Korlević. Asteroidul prezintă o orbită caracterizată de o semiaxă mare de 2,27 ua, o excentricitate de 0,16 și o înclinație de 2,3° în raport cu ecliptica.